# Macfie
Macfie eller MacFie är namnet på en skotsk klan och därmed ett traditionellt skotskt efternamn. En svensk släkt med detta namn har skotskt ursprung. Enligt offentlig statistiktillgänglig i juni 2016 var 31 personer med efternamnet Macfie bosatta i Sverige. Namnet kan ingå i geografiska namn.

## Personer med efternamnet Macfie eller MacFie
- Gordon Macfie (1910–1971), svensk konstnär
- Harry Macfie (1879–1956), svensk äventyrare, kanotbyggare och författare
- Susanne MacFie (född 1966), svensk barn- och ungdomsboksförfattare
- William Andrew MacFie (1807–1899), skotsk-svensk affärsman och curlingpionjär.